# Cephalocoema falax
Cephalocoema falax är en insektsart som beskrevs av Piza Jr. 1976. Cephalocoema falax ingår i släktet Cephalocoema och familjen Proscopiidae. Inga underarter finns listade i Catalogue of Life.